# Новорибинський сільський округ
Новори́бинський сільський округ (каз. Новорыбин ауылдық округі, рос. Новорыбинский сельский округ) — адміністративна одиниця у складі Аккольського району Акмолинської області Казахстану. Адміністративний центр — село Новорибинка.
Населення — 954 особи (2021; 1363 у 2009, 1710 у 1999, 2574 у 1989).
Станом на 1989 рік існувала Новорибинська сільська рада (Калініно, Курилис, Новорибинка).

## Склад
До складу округу входять такі населені пункти:
| Населений пункт   | Старі назви | Населення, осіб (1989) | Населення, осіб (1999) | Населення, осіб (2009) | Населення, осіб (2021) |
| ----------------- | ----------- | ---------------------- | ---------------------- | ---------------------- | ---------------------- |
| Кара-Озек, село   | Калініно    | 559                    | 329                    | 217                    | 128                    |
| Курилис, село     | -           | 396                    | 270                    | 137                    | 80                     |
| Новорибинка, село | -           | 1619                   | 1111                   | 1009                   | 746                    |